# Astrid Rompolt
Astrid Rompolt (* 6. März 1974 in Wien) ist eine österreichische Politikerin der Sozialdemokratischen Partei Österreichs (SPÖ). Seit dem 24. November 2020 ist sie Abgeordnete zum Wiener Landtag und Mitglied des Wiener Gemeinderates.

## Leben

### Ausbildung und Beruf
Astrid Rompolt besuchte von 1984 bis 1992 das GRG Bernoullistraße im 22. Wiener Gemeindebezirk. 1993 wechselte sie an die HTL Mödling (Fachrichtung Bautechnik-Umwelttechnik), wo sie 1995 die Diplomprüfung ablegte. 2013 begann sie an der FH Campus Wien den Lehrgang Führung, Politik und Management, den sie 2015 als Master of Arts abschloss.
Seit 2006 ist sie in der Öffentlichkeitsarbeit für die Wasserwerke der Stadt Wien tätig, 2006 übernahm sie die Leitung der Stabsstelle Öffentlichkeitsarbeit und Kommunikation bei der Magistratsabteilung (MA) 31 – Wiener Wasser. Im Februar 2024 nahm sie den Staatspreis PR für die Kampagne Klimaschutz im Hahnumdrehen – 150 Jahre Wiener Wasser  entgegen.

### Politik
Von 1989 bis 1994 war sie in Jugendabteilung der Gewerkschaft der Privatangestellten (GPA) engagiert, unter anderem von 1991 bis 1993 als Bundesvorsitzende der SchülerInnengewerkschaft. 2007/08 fungierte sie als Vorsitzende der Jungen Generation der SPÖ Wien. Seit 2001 ist sie in der SPÖ im zweiten Wiener Gemeindebezirk Leopoldstadt aktiv, wo sie ab 2007 als Bezirksrätin Mitglied der Bezirksvertretung war und ab 2015 als stellvertretende Bezirksvorsteherin fungierte.
Am 24. November 2020 wurde sie in der konstituierenden Sitzung der 21. Wahlperiode als Abgeordnete zum Wiener Landtag und Mitglied des Wiener Gemeinderates angelobt, wo sie Mitglied im Gemeinderatsausschuss für Petitionen sowie im Stadtrechnungshofausschuss wurde.